# Mahmoud Za'tara
Mahmoud Salim Za'tara (Amman, 8 gennaio 1991) è un calciatore giordano, attaccante dell'Al-Wehdat.

## Carriera
Ha vestito la maglia dell'Al-Wehdat. Dal 2012 fa parte della nazionale giordana, con cui ha partecipato alla Coppa d'Asia 2015.